# The Lone Ranger
« Lone Ranger » redirige ici.  Pour le deejay jamaïcain, voir Lone Ranger (deejay).
The Lone Ranger est un personnage de fiction américain, et plus précisément de western, qui a été créé par George W. Trendle et qui est d'abord apparu dans un feuilleton radiophonique écrit par Fran Striker en 1933, puis dans une série télévisée de 1949 à 1957. Peu connu en France, il est une icône de la culture pop américaine.
Le personnage, un ancien Texas ranger masqué, se bat contre l'injustice avec l'aide de Tonto, un Amérindien intelligent et laconique, et de son célèbre cheval blanc Silver.
The Lone Ranger a connu de nombreuses adaptations : télévision, cinéma, comics, et même un jeu vidéo. La dernière création en date est Lone Ranger : Naissance d'un héros (The Lone Ranger) produit en 2013 par Walt Disney Pictures et Jerry Bruckheimer Films, et réalisé par Gore Verbinski.

## Le feuilleton radiophonique original
Le premier des 2956 épisodes du Lone Ranger est diffusé le 30 janvier 1933 à la radio WXYZ-AM de Détroit, Michigan, et plus tard sur le réseau Mutual Broadcasting System. The Lone Ranger devient rapidement l'un des plus grands succès radio.
Le dernier épisode fut diffusé le 3 septembre 1954.
Les droits de la série ont changé plusieurs fois de propriétaire. En 2000, la société Classic Media est créée pour regrouper les droits sur plusieurs séries dont Casper le gentil fantôme, Lassie, Rocky and Bullwinkle et The Lone Ranger. Le 23 juillet 2012, DreamWorks achète Classic Media pour 155 millions de $.

### Thème
Le héros est un Texas ranger du nom de John Reid qui, au début de la série, est à la poursuite du criminel Butch Cavendish et sa bande, avec sa propre équipe de rangers. Ils tombent dans une embuscade organisée par Cavendish, qui les laissent pour morts.
Tonto, un Amérindien ami d'enfance de Reid, retrouve les corps et récupère Reid vivant. Il le ramène en sûreté et le soigne. Tonto enterre les autres rangers, mais Reid lui demande de créer une tombe supplémentaire avec son nom, pour faire croire à sa propre mort. Désormais anonyme, Reid devient The Lone Ranger.

## Inspirations possibles
Le personnage a été inspiré par Zorro et Robin des Bois, selon des documents historiques trouvés dans de multiples archives. La plus grande influence non fictive sur la formation de The Lone Ranger fut Tom Mix, comme le montre une lettre datée du 21 janvier 1933, dans laquelle le réalisateur James Jewell a déclaré à Striker une semaine avant la première du programme : « Nous allons annoncer que le Ranger est Tom Mix, une star de cinéma hollywoodienne qui a défini le genre du western aux débuts du cinéma. »
Un certain nombre de guides de référence antérieurs affirment que le capitaine des Texas Ranger, John R. Hughes, à qui le livre The Lone Star Ranger de Zane Grey avait été dédié en 1915, aurait été une source d'inspiration principale pour le personnage. Un autre suggère Bass Reeves, le premier sheriff adjoint noir américain, le maréchal américain, à l'ouest du Mississippi. Depuis, ces deux documents ont été réédités en tenant compte de documents historiques prouvant que Zorro, Robin des Bois et Tom Mix étaient les véritables sources. Ces spéculations proviennent d'une biographie de Reeves de 2006 par l'historien Art T. Burton, intitulée Black Gun, Silver Star. Burton a écrit : « Bass Reeves est la personne réelle qui ressemble le plus fortement au Lone Ranger. » Les affirmations de Burton n’ont jamais été prouvées et l’auteur lui-même a affirmé depuis qu’il avait seulement effectué une déduction, ignorant au moment de sa publication que l'information était erronée.

### Interprètes
À la radio, The Lone Ranger a été interprété par de nombreux acteurs, dont George Seaton (sous le nom George Stenius) du 31 janvier au 9 mai 1933 puis Earle Graser du 16 mai 1933 au 7 avril 1941. Le réalisateur de la série, James Jewell, et un acteur connu seulement sous le pseudonyme de Jack Deeds ont également interprété chacun un épisode.
Le 8 avril 1941, Graser meurt dans un accident de voiture et pendant cinq épisodes la voix du Lone Ranger ne fut qu'un murmure, l'action échouant à son ami Tonto. Finalement, le 18 avril 1941, Brace Beemer, annonceur de l'émission pendant plusieurs années, reprend le rôle jusqu'à la fin de la série en 1954.
Tonto a été joué par John Todd. Les personnages secondaires étaient choisis parmi les acteurs et le personnel technique des studios de la région de Détroit, parmi lesquels Jay Michael, Bill Saunders (plusieurs méchants, notamment Butch Cavendish), Paul Hughes (Thunder Martin, le meilleur ami du ranger, plusieurs colonels de l'armée et méchants), John Hodiak, future star du cinéma, Janka Fasciszewska (sous le nom de Jane Fae). Le neveu du ranger, Dan Reid, a été joué par plusieurs enfants acteurs, notamment Bob Martin, James Lipton et Dick Beals.

## Adaptations

### Télévision

#### La série originale (1949-1957)

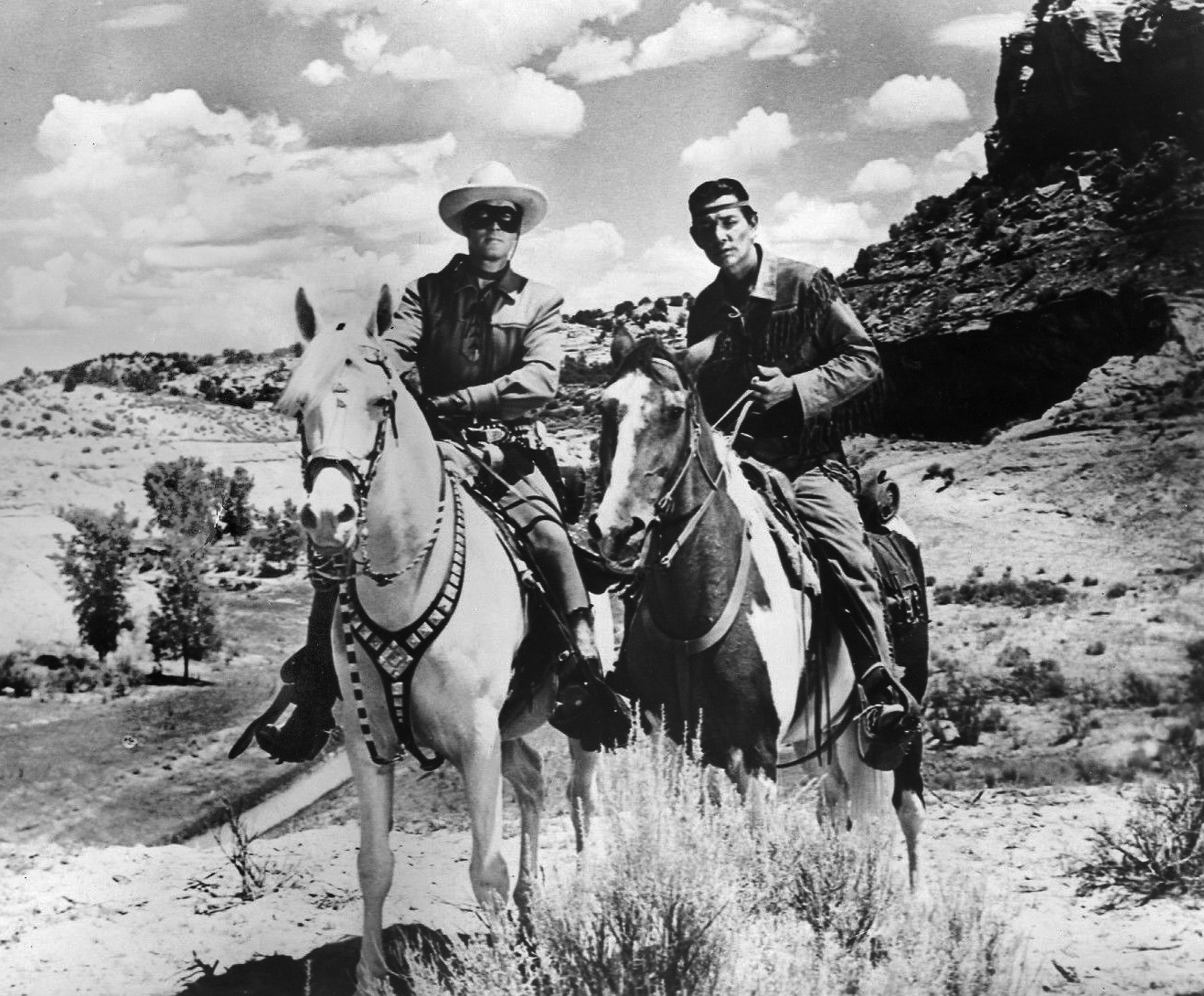
Lone Ranger et Tonto dans la série originale.

Le Lone Ranger a connu une adaptation plus réputée et plus influente, sous la forme d'une série télévisée avec Clayton Moore, de 1949 à 1957 (avec un intermède entre 1952 et 1954 où John Hart  tint le rôle). Jay Silverheels jouait Tonto, et William Conrad fut la voix de John Reid au cours d'un épisode. Gerald Mohr était le narrateur de cette série, après avoir été également narrateur du feuilleton radio en 1949, 1950 et 1952. Fred Foy était l'annonceur des deux shows, radio et télé, de 1948 à 1954.
En 1961, CBS tente de faire revivre la série, avec Tex Hill dans le rôle-titre, sous le titre Return of the Lone Ranger mais l'expérience ne dépassa pas le stade du pilote.

#### Séries d'animation (1966-1980)
Une série d'animation consacrée au Lone Ranger et produite par Halas et Batchelor a été diffusée de 1966 à 1968 sur CBS. Elle comprend 26 épisodes composés de trois segments. Le dernier épisode a été diffusé le 13 janvier 1968.
Une deuxième série a été produite par Filmation pour CBS entre 1980 et 1982 et diffusée avec un épisode de Tarzan et un autre de Zorro dans une émission intitulée The Tarzan / Lone Ranger / Zorro Adventure Hour en 1987. Composée de 14 épisodes divisés en deux aventures chacun, pelle a été diffusée en France dans l'émission Youpi ! L'école est finie sur La Cinq.

#### Série dérivée (1966-1967)
La série télévisée a inspiré un spin-off, appelé Le Frelon vert (The Green Hornet), qui décrit la vie de Brett Reid, petit-neveu de John Reid, joué à l'origine par Al Hodge. À l'époque contemporaine (les années 1960), il combat le crime sous sa propre identité secrète et avec son propre compagnon, Kato. Mais la propriété des droits ayant passé de mains en mains, le lien familial entre les deux personnages a été perdu.
Le lien « Lone Ranger-Green Hornet » a été inclus dans le concept de la famille Wold Newton, qui regroupe des personnages fictifs de diverses origines.

#### Téléfilm (2003)

##### The Lone Ranger
En 2003, la chaine WB a diffusé un téléfilm The Lone Ranger de deux heures, envisagé comme le pilote d'une future série télévisée. L'accueil fut peu enthousiaste et le projet fut abandonné.

### Cinéma

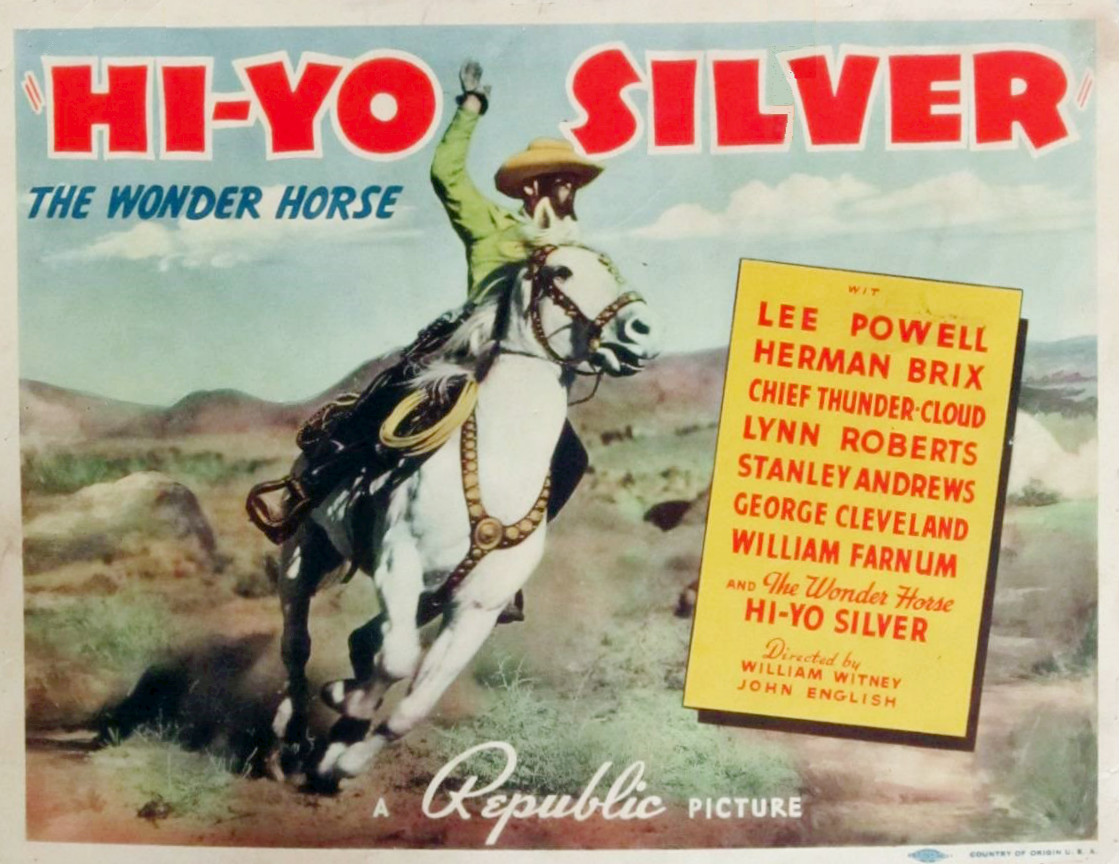
Carte de 1940.

#### Premier serial (1938)
La Republic Pictures a produit le serial Les Justiciers du Far-West (The Lone Ranger en V.O.) en 1938, avec Lee Powell dans le rôle du personnage principal. Le serial est longtemps resté une énigme pour les amateurs du Lone Ranger, car il était très difficile à trouver.

#### Second serial (1939)
À la suite du succès du premier, un second serial a été produit par la Republic. The Lone Ranger Rides Again est sorti en 1939, avec Robert Livingston.

#### Premiers films cinéma (1956-1958)
La série télévisée diffusée à partir de 1949 s'est révélée suffisamment populaire pour entraîner la production de deux films avec les mêmes acteurs : Le Justicier solitaire (The Lone Ranger) (1956) et Le Justicier masqué (The Lone Ranger and the Lost City of Gold) (1958).

#### Premier blockbuster (1981)
En 1981 sort dans les salles le film Le Justicier solitaire réalisé par William A. Fraker avec dans les rôles principaux Klinton Spilsbury et Michael Horse. Gros budget produit par la compagnie ITC, il ne rencontre pas le succès et s'avère être même l'un des pires flops de l'année. Il s'agit du remake du film-homonyme de 1952 du même nom (une compilation de trois épisodes de la série télé racontant l'origine du Lone Ranger). Le studio ne voulait pas de Clayton Moore, causant la colère des fans. D'autant plus quand ils apprirent que les dialogues du « héros » durent être ré-enregistrés par un autre acteur.

#### Second blockbuster (2010)
En 2010, une nouvelle adaptation au cinéma est annoncée par Walt Disney Pictures. Elle est réalisée par Gore Verbinski, avec Armie Hammer dans le rôle-titre et Johnny Depp dans celui de Tonto. Disney annule le film en cours de préproduction, en raison du budget trop important de 250 millions de dollars, mais en octobre 2011, le projet est remis en route pour une sortie en juillet 2013. Le film Lone Ranger : Naissance d'un héros sort finalement en salles le 3 juillet aux États-Unis.

### Romans
Une série de romans apparait en 1936, et a vu la publication de 18 volumes. Le premier livre fut écrit par Gaylord DuBois, et les suivants par Francis Hamilton Striker. Ce dernier réédita le premier roman plus tard, en le réécrivant en partie.
La première publication en édition reliée se fit de 1936 à 1956 chez Grosset and Dunlap. Ces romans ont été réédités en 1978 chez Pinnacle Books.
- 1936 : The Lone Ranger
- 1938 : The Lone Ranger and the Mystery Ranch
- 1939 : The Lone Ranger and the Gold Robbery
- 1939 : The Lone Ranger and the Outlaw Stronghold
- 1940 : The Lone Ranger and Tonto (1940)
- 1941 : The Lone Ranger at the Haunted Gulch
- 1941 : The Lone Ranger Traps the Smugglers
- 1943 : The Lone Ranger Rides Again
- 1943 : The Lone Ranger Rides North
- 1948 : The Lone Ranger and the Silver Bullet
- 1949 : The Lone Ranger on Powderhorn Trail
- 1950 : The Lone Ranger in Wild Horse Canyon
- 1951 : The Lone Ranger West of Maverick Pass
- 1952 : The Lone Ranger on Gunsight Mesa
- 1953 : The Lone Ranger and the Bitter Spring Feud
- 1954 : The Lone Ranger and the Code of the West
- 1955 : The Lone Ranger and Trouble on the Santa Fe
- 1956 : The Lone Ranger on Red Butte Trail

### Comics

#### Les premierscomic strips
Le King Features Syndicate distribua un journal de comic strips du Lone Ranger de septembre 1938 à décembre 1971. Le premier dessinateur fut Ed Kressy, mais il fut remplacé par Charles Flanders en 1939, qui dessina la série jusqu'à la fin.

#### Dell Comics
En 1948, Dell Comics lança une série de comic books qui dura 145 numéros. Les débuts ne furent que des rééditions des comic strips, mais dès le numéro 7 des histoires originales furent publiées.
Tonto eut son propre titre spin-off en 1951, qui dura 31 numéros. Il y eut également une série Silver the horse en 1952, qui dura 34 numéros.
En complément, Dell publia trois gros Lone Ranger Annuals, et une adaptation du film de 1956.

#### Autres séries
Après l'arrêt de la série Dell en 1962, Gold Key reprit la licence à partir de 1964.
Là encore, les débuts ne furent que des reprises des publications de Dell, mais des histoires originales apparaissent avec le numéro 21 en 1975. La série s'arrêta en 1977 avec le numéro 28.
En Suède, Hemmets Journal AB publia une série en 3 numéros en 1977. 
En 1994, Topps Comics publia une mini-série de quatre numéros, The Lone Ranger and Tonto. 
Gaylord DuBois écrivit de nombreux épisodes du Lone Ranger, tant pour Dell que pour Gold Key. Il développa également Hi Yo Silver, une série consacrée à Silver.

#### Dynamite Entertainment
Le premier numéro de la nouvelle série de comics du Lone Ranger, publiée par Dynamite Entertainment, est sorti le 6 septembre 2006. La première impression fut épuisée dès le 15 septembre. Une deuxième impression a été annoncée, une première pour le jeune éditeur. (voir )
Le scénario est écrit par Brett Matthews, le dessin de Sergio Cariello. John Cassaday signe les couvertures. La série reprend les origines du Lone Ranger, dans un style moderne et sombre, tant dans l'écriture que dans le dessin.

### Jeux vidéo
La série The Lone Ranger a inspiré un jeu vidéo NES du même nom, produit par Konami en 1990 (voir Liste de jeux Nintendo Entertainment System).